# Guadalca insularis
Guadalca
Genre
Espèce
Guadalca insularis, unique représentant du genre Guadalca, est une espèce de libellules de la famille des Corduliidae (sous-ordre des Anisoptères, ordre des Odonates).

## Répartition
Cette libellule est endémique des Salomon où elle se rencontre sur les îles de Guadalcanal et de Malaita.

## Classification
Le genre Guadalca et l'espèce Guadalca insularis ont été décrits en 1957 par l'entomologiste britannique Douglas Eric Kimmins (d) (1905-1985),.

## Étymologie
Bien que non expliqué dans la publication originale, le nom générique, Guadalca, pourrait faire référence à l'île de Guadalcanal où ont été collectés les spécimens décrits.
Son épithète spécifique, du latin insularis, « des îles », fait également référence à sa localité type.

## Publication originale
- (en) D. E. Kimmins, « Odonata collected by Mr. J.D. Bradley on Guadalcanal Island 1953-1954 », Bulletin of the British Museum (Natural History). Entomology, Londres, Musée d'histoire naturelle de Londres, vol. 5,‎ 1957, p. 311-320 (ISSN 0524-6431, OCLC 1308526, DOI 10.5962/BHL.PART.1513, lire en ligne).